# Стенли Донън
Стенли Донън (на английски: Stanley Donen) е американски филмов режисьор и хореограф. 

## Биография
Стенли Донън е американски режисьор, продуцент и хореограф. Той е създал най-много мюзикъли в историята на киното след Винсънт Минели.
Роден на 13 април 1924 година в Колумбия, Южна Каролина, САЩ. Танцува от 10-годишен, а дебютира на Бродуей едва 17-годишен в шоу заедно с актьора Джийн Кели. През 1940-те години участва в много спектакли с Кели, изпълнявайки едновременно функциите на асистент-хореограф, а също и на хореограф на филмови мюзикъли. През 1949 г. пак заедно с Джийн Кели поставя вече като режисьор един от най-известните следвоенни мюзикъли „On the Town”, пренасяйки действието по улиците и площадите на Ню Йорк. В резултат на този експеримент, осъществен донякъде заради конфликт с продуцента, филмът ще остане в историята като революционен за жанра.
В началото на 1950-те години режисира редица „класически“ холивудски мюзикъли, като „Кралска сватба“ (Royal Wedding, 1951); „Аз пея под дъжда“ (Singin' In The Rain, 1952); „Седем невести за седем братя“ (Seven Brides For Seven Brothers, 1954), изявявайки се и като превъзходен хореограф със собствен почерк, отличаващ се с изящна условност, оригиналност, достоверност на типажите и майсторство в психологическата обрисовка на героите, вписващи се органично в полуприказната, полуоперетната атмосфера. Шедьовърът на Донън „Аз пея под дъжда“ е ироничен и в същото време много лиричен мюзикъл за Холивуд. Той ще остане като ненадминат образец и е върховото постижение в съвместната работа на Стенли Донън, като режисьор и Джин Кели, като танцьор. По-късно вече без Кели, Донън създава още няколко свежи по своя подход и новаторски в драматургично отношение мюзикъли с участието на Одри Хепбърн и Дорис Дей, съумявайки да впише условните им сюжети в атмосферата на всекидневния живот.
През 1960-те години снима предимно в чужбина, доказвайки се и в детективския жанр „Шарада“ (Charade, 1963); „Двама по пътя“ (Two For The Road, 1967). Последната му творба за широкия екран е непретенциозната комедия „За всичко е виновен Рио“ (Blame It On Rio, 1983), след което работи за телевизията.
Стенли Донън се е женил 5 пъти и има трима сина. През 1998 г. получава награда „Оскар“ за цялостен принос в развитието на киноизкуството.

## Избрана филмография
| Година | Филм                         | Оригинално заглавие             |
| ------ | ---------------------------- | ------------------------------- |
| 1952   | Аз пея под дъжда             | Singin' in the Rain             |
| 1954   | Седем невести за седем братя | Seven Brides for Seven Brothers |
| 1958   | Недискретно                  | Indiscreet                      |
| 1963   | Шарада                       | Charade                         |
| 1966   | Арабеска                     | Arabesque                       |
| 1967   | Двама по пътя                | Two for the Road                |
| 1983   | За всичко е виновен Рио      | Blame It on Rio                 |